# Douglas Freitas Cardozo Rodrigues
Douglas Freitas Cardozo Rodrigues (* 16. März 1982 in Santo André, São Paulo), auch Douglas genannt, ist ein brasilianisch-portugiesischer Fußballtrainer und -spieler.

## Karriere

### Spieler
Douglas Freitas Cardozo Rodrigues erlernte das Fußballspielen in der Jugendmannschaft des FC Santos in Santos. Hier unterschrieb er 2002 auch seinen ersten Vertrag. 2002 gewann er mit dem Verein die Campeonato Brasileiro de Futebol. Im Jahr darauf stand er mit dem FC Santos im Finale der Copa Libertadores. Beide Endspiele verlor man gegen den argentinischen Verein Boca Juniors. 2004 wurde er an den Goiás EC nach Goiânia ausgeliehen. Im Februar 2006 ging er nach Europa. Hier unterschrieb er einen Vertrag beim FC Chiasso im schweizerischen Chiasso. Der Verein spielte in der zweiten Liga des Landes, der Challenge League. Von Januar 2007 bis Juni 2007 wurde er an den FC Elche ausgeliehen. Der Verein aus dem spanischen Elche spielte in der zweiten Liga, der Segunda División. Nach Vertragsende beim FC Chiasso wechselte er am 1. Juli 2007 nach Polen. Hier schoss er sich Widzew Łódź an. Mit dem Verein aus Łódź spielte er in der ersten Liga, der Ekstraklasa. Die Saison 2008 stand er beim italienischen Verein Varese Calcio SSD in Varese unter Vertrag. Ende 2008 kehrte er in sein Heimatland zurück. Hier spielte er bis 2010 für die Vereine Guaratinguetá Futebol, CA Sorocaba und Uberaba SC. Mitte 2010 ging er nach Asien. Hier unterschrieb er in Thailand einen Vertrag bei PEA Buriram FC, dem heutigen Buriram United. 2011 wurde er mit Buriram thailändischer Meister. Im gleichen Jahr gewann er mit dem Verein den Thai FA Cup und den Thai League Cup. 2012 wechselte er zum Ratchaburi FC. Der Verein aus Ratchaburi spielte in der zweiten Liga, der Thai Premier League Division 1. Am Ende der Saison wurde er mit dem Verein Meister und stieg in die erste Liga auf. Bei Ratchaburi stand er bis 2014 unter Vertrag. Die Hinserie 2015 spielte er für den Ligakonkurrenten Saraburi FC. Die Rückserie 2015 stand er beim Zweitligisten PTT Rayong FC in Rayong auf dem Spielfeld. Ligakonkurrent Bangkok FC nahm ihn die Saison 2016 unter Vertrag. Nach der Saison beendete er vorläufig seine Karriere als Fußballspieler. Im Dezember 2020 nahm der Zweitligist Navy FC aus Sattahip den mittlerweile 38-jährigen unter Vertrag. Nachdem sein Vertrag nach der Saison nicht verlängert worden war, schloss er sich die Saison 2021/22 dem ebenfalls in der zweiten Liga spielenden Chainat Hornbill FC an. Für den Verein aus Chainat bestritt er 25 Ligaspiele. Zu Beginn der Saison 2022/23 wechselte er zu seinem ehemaligen Verein Ratchaburi FC. In seiner letzten Saison als Fußballspieler stand er viermal in der ersten Liga auf dem Spielfeld.

### Trainer
Am 16. März 2018 begann seine Karriere als Trainer, als er als Co-Trainer beim thailändischen Erstligisten Ratchaburi Mitr Phol unterschrieb. Hier arbeitete er unter den Trainern Somchai Maiwilai, Marco Simone, Lassaad Chabbi, Francesc d'Asis Bosch und Nuengrutai Srathongvian. Anfang 2019 wurde er Cheftrainer bei der zweiten Mannschaft von Ratchaburi. Im Dezember 2019 übernahm er auch das Amt des Technischen Direktors. Ende Dezember 2020 unterschrieb er einen Spielervertrag beim Zweitligisten Navy FC. Am 11. Mai 2023 übernahm er nach der Entlassung von Xavi Moro das Amt des Interimstrainers. Zu Beginn der Saison 2023/24 unterschrieb er einen Vertrag als Trainer beim Zweitligaaufsteiger Dragon Pathumwan Kanchanaburi FC. Anfang Februar 2024, nach drei Niederlagen in Folge, gab Kanchanaburi die Trennung von Douglas bekannt.

## Erfolge

### Spieler
FC Santos
- Campeonato Brasileiro de Futebol: 2002
- Copa Libertadores: 2003 (Finalist)

Buriram United
- Thai Premier League: 2011
- Thai FA Cup: 2011
- Thai League Cup: 2011

Ratchaburi FC
- Thai Premier League Division 1: 2012